# Odontotermes horni
Odontotermes horni, là một loài mối trong chi Odontotermes. Đây là loài bản địa Ấn Độ và Sri Lanka. Chúng tấn công nhiều cây chết, mục nát và đất bón phân. Mặc dù làm tổ trên mặt đất, chúng không xây dựng một termitaria. Nó là loài gây hại cho chè, dừa và mía.